# Jan Konieczyński
Jan Konieczyński (ur. 23 grudnia 1933 w Środzie Wielkopolskiej, zm. 19 października 2018 w Zabrzu) – polski chemik, specjalista w dziedzinie inżynieria i ochrona środowiska, profesor zwyczajny Politechniki Śląskiej, Wydział Inżynierii Środowiska i Energetyki. Profesor zwyczajny w Instytucie Podstaw Inżynierii Środowiska PAN w Zabrzu.

## Życiorys
Ukończył szkołę podstawową, a następnie III Liceum ogólnokształcące im św. Jana Kantego w Poznaniu. Po uzyskaniu w 1952 roku matury studiował chemię na Wydziale Matematyki, Fizyki i Chemii Uniwersytetu im. Adama Mickiewicza Poznaniu. Po ukończeniu studiów uniwersyteckich, jako magister chemii, przeniósł się do Katowic. Pracował w Zakładzie Chemii Węgla Głównego Instytutu Górnictwa. Na podstawie wyników badań dotyczących chemicznej przeróbki węgla kamiennego uzyskał stopień doktora nauk technicznych, nadany w 1967 przez Radę Wydziału Chemicznego Politechniki Wrocławskiej.
Jako stypendysta ONZ w latach 1969/70 zajmował się badaniami w zakresie technologii chemicznej paliw kopalnych w ośrodkach badawczych USA, Wielkiej Brytanii, Holandii i RFN. Rezultaty badań w Głównym Instytucie Górnictwa i laboratoriach US Bureau of Mines w Pittsburghu były przedmiotem rozprawy habilitacyjnej, za którą, decyzją tej samej Rady Wydziału Politechniki Wrocławskiej, otrzymał w 1975 r. stopień doktora habilitowanego nauk technicznych. Praca habilitacyjna dotyczyła katalitycznego hydrokrakingu wielopierścieniowych węglowodorów aromatycznych i miała związek z prowadzonymi w tamtych latach pracami nad konwersją węgla na paliwa płynne. Pobyt w instytutach zagranicznych skierował jego uwagę na problemy ochrony środowiska, którymi konsekwentnie zajmował się w następnych latach. W latach 1971–1975 był kierownikiem Pracowni Systemów Ochrony Powietrza w Przedsiębiorstwie Projektowania i Dostaw Urządzeń Ochrony Powietrza OPAM w Katowicach, a w latach 1976–1984  kierownikiem Zakładu Odpylania i Oczyszczania Gazów i docentem w Ośrodku Badawczo – Rozwojowym Przemysłu Urządzeń Klimatyzacyjno-Wentylacyjnych i Odpylających BAROWENT w Katowicach.
W 1984 r. otrzymał propozycję podjęcia pracy w Politechnice Śląskiej w Gliwicach na stanowisku docenta i kierownika Zakładu Urządzeń Ochrony Powietrza i Mechaniki Aerozoli na Wydziale Inżynierii Środowiska. W następnych latach był zastępcą dyrektora ds. nauki Instytutu Ogrzewnictwa, Wentylacji i Ochrony Powietrza. Tytuł naukowy profesora uzyskał w 1989 w dziedzinie nauk technicznych.
W 1991 zorganizował na Wydziale Inżynierii Środowiska Katedrę Ochrony Powietrza, którą kierował do września 2003 r., od 1998 r. na stanowisku profesora zwyczajnego.
Był inicjatorem, opracował program i uruchomił na stacjonarnych studiach magisterskich w Politechnice Śląskiej nową specjalność: Ochrona Powietrza i Zarządzanie Środowiskiem. Po przejściu na emeryturę od 2002 r. był profesorem zwyczajnym w Instytucie Podstaw Inżynierii Środowiska PAN w Zabrzu. W latach 2012-14 był profesorem wizytującym w Instytucie Chemicznej Przeróbki Węgla w Zabrzu.

## Działalność naukowo-badawcza
Był specjalistą w zakresie:
- identyfikacji zanieczyszczeń powietrza i analizy ich zawartości (oceny imisji),
- jakościowych i ilościowych analiz gazów odlotowych (oceny wielkości emisji tych zanieczyszczeń,
- problemów związanych z oceną skuteczności i racjonalizacją warunków pracy urządzeń zmniejszających emisję (z uwzględnieniem aspektów ekonomicznych),
- modelowania rozprzestrzeniania zanieczyszczeń w powietrzu, umożliwiające oceny oddziaływania emitorów na otoczenie,
- technologii mało- i bezodpadowych.

Wypromował 11 doktorów i jako recenzent uczestniczył w wielu postępowaniach w sprawie nadania stopni naukowych i tytułu naukowego.

## Publikacje
Jest autorem:
- ponad 120 publikacji naukowych i naukowo-technicznych,
- podręcznika akademickiego „Oczyszczanie gazów odlotowych”[7],
- kilkunastu patentów i wzorów użytkowych

oraz licznych opracowań nie opublikowanych (np. ekspertyzy i opinie).
Poniżej zamieszczono dla przykładu tytuły kilku artykułów, opublikowanych w Archives of Environmental Protection (Archiwum Ochrony Środowiska):
- Jan Konieczyński, Elwira Zajusz-Zubek, Distribution of Selected Trace Elements in Dust Containment and Flue Gas Desulphurisation Products from Coal-Fired Power Plants – (2011 r., vol 37, nr 2),
- Jan Konieczyński, Jacek Żeliński, Fractional Composition of Dust Emitted From Boilers with Circulating Fluidized Beds (2009, vol 35 nr 1),
- Magdalena Żak, Jan Konieczyński, Comparison of Benzene and Its Alkylated Derivates Profiles in Car’s Fuels, Engine Exhaust Gases and in Air in the Vicinity of Communication Arteries (2008, vol 34, nr 2),
- Jan Konieczyński, Bogusław Komosiński, Measurements and Investigations of Emission of Dust and Gaseous Pollutants from Circulating Fluidized Bed Boilers (2007, vol 33, nr 1)
- Edyta Melaniuk-Wolny, Jan Konieczyński, Bogusław Komosiński, Granulometric Composition of Dust Released from Zinc and Lead Smelting (2006, vol 32, nr 1),
- Joanna Staisz, Bogusław Rajchel, Jan Konieczyński, Oznaczanie metodą PIXE i RBS pierwiastków śladowych we frakcjach ziarnowych pyłu emitowanego z kotłów energetycznych (2004 r., vol 39, nr 1)
- Joanna Staisz, Anna Pasoń-Konieczyńska, Jan Konieczyński, Wstępna ocena emisji pierwiastków śladowych w wyniku spalania węgla kamiennego (2000 r., vol 26, nr 1).

## Działalność organizacyjna
- Z-ca.ds naukowych dyrektora Instytutu Ogrzewnictwa, Wentylacji i Ochrony Powietrza Wydziału Inżynierii Środowiska Politechniki Śląskiej w Gliwicach (1985-1990)
- Kierownik Katedry Ochrony Powietrza Wydziału Inżynierii Środowiska i Energetyki Politechniki Śląskiej (1990-2003)
- Kierownik Zakładu Ochrony Powietrza w Instytucie Podstaw Inżynierii Środowiska PAN w Zabrzu (2003-2006)
- Członek Senatu Politechniki Śląskiej (1996-1998)
- Członek Komitetu Ochrony Środowiska PAN[3]
- Członek Rady Naukowej Instytutu Podstaw Inżynierii Środowiska PAN w Zabrzu (od 1990)
- Z-ca Przewodniczącego Rady Naukowej Instytutu Podstaw Inżynierii Środowiska PAN w Zabrzu (1992-1999)[3]
- Redaktor działowy dwumiesięcznika „Ochrona Powietrza i Problemy Odpadów”, wydawanego przez Stowarzyszenie Inżynierów i Techników Przemysłu Hutniczego NOT (1975-2003), członek rady programowej[9]
- Redaktor działowy kwartalnika „Archives of Environmental Protection” (wcześniej ”Archiwum Ochrony Środowiska”), wydawanego przez IPIŚ PAN (2004-2016)[10]
- Redaktor wydawnictw Polskiego Instytutu Biograficznego[11]
- przewodniczenie komitetowi organizacyjnemu konferencji naukowych "Problemy ochrony powietrza w aglomeracjach miejsko-przemysłowych" w latach 1994, 1996, 1998, 2001 i 2003 oraz konferencji naukowych "Ochrona powietrza w teorii i praktyce" w latach 2006, 2008, 2010, 2012 oraz 2014[12][13]
- udział w Radzie Programowo-Naukowej kilku Konferencji Naukowo-Technicznych POL-EMIS[14],

Jest biegłym z listy Ministra OŚZNiL oraz listy Wojewody Śląskiego oraz ekspertem Polskiej Izby Ekologii.

## Odznaczenia i opinie
Otrzymał m.in.:
- Złoty Krzyż Zasługi (1995)[16]
- Medalem Komisji Edukacji Narodowej (1999)
- Złota Odznaka za Zasługi dla Ochrony Środowiska i Gospodarki Wodnej od Ministra OŚiZN (1989)
- Odznaka „Zasłużonemu dla Politechniki Śląskiej” od Rektora tej uczelni (1999)
- Nagroda Ministra Środowiska za całokształt działalności (2005)[17] oraz inne nagrody i wyróżnienia[3].

Z okazji Jubileuszu 45-lecia pracy zawodowej na stronie internetowej PŚl napisano:

Profesor z racji swej działalności naukowej, publikacyjnej odznaczającej się niezależnością sądu, czynnego uczestnictwa w rozwiązywaniu wielu trudnych i niejednokrotnie kontrowersyjnych problemów w ochronie powietrza atmosferycznego, jest niekwestionowanym autorytetem w gronie naukowców, praktyków i studentów.
Profesora, absolwenta Uniwersytetu Poznańskiego i reprezentanta nauk ścisłych cechuje bogaty a jednocześnie precyzyjny język oraz wyjątkowa dbałość o piękno języka polskiego.